# Campoplex pusillus
Campoplex pusillus là một loài tò vò trong họ Ichneumonidae.